# Gökçayır, Eleşkirt
Gökçayır là một xã thuộc huyện Eleşkirt, tỉnh Ağrı, Thổ Nhĩ Kỳ. Dân số thời điểm năm 2011 là 319 người.